# Els suburbans
Els suburbans (títol original: The Suburbans) és una pel·lícula estatunidenca dirigida per Donal Lardner Ward i estrenada el 1999. Ha estat doblada al català.

## Argument
Un grup de rock dels anys 80 es torna a formar pel matrimoni d'un dels seus membres. En el transcurs d'aquesta jornada seran observats per una jove que treballa en una casa de discos.

## Repartiment
- Donal Ward: Danny
- Jennifer Love Hewitt: Cate
- Amy Brenneman: Grace
- Craig Bierko: Mitch
- Will Ferrell: Gil
- Tony Guma: Rory
- Bridgette Wilson: Lara
- Perrey Reeves: Amanda
- Ben Stiller: Jay Rosa
- Jerry Stiller: Speedo Silverberg
- Dick Clark: ell mateix
- Kurt Loder: ell mateix